# Mordellistena alpicola
Mordellistena alpicola es una especie de coleóptero de la familia Mordellidae.

## Distribución geográfica
Habita en Italia.